# Колупаев, Валерий Иванович
Валерий Иванович Колупаев (17 марта 1946, Жигули, Куйбышевская область — 29 июня 2024) — российский военный деятель, генерал-лейтенант, начальник Управления ФСБ России по Самарской области (1995—2002), председатель Поволжского регионального Совета органов ФСБ, почетный сотрудник контрразведки.

## Биография
В 1973 году окончил Куйбышевский инженерно-строительный институт, работал в строительных организациях и партийных органах г. Тольятти.
С 1983 г. — в органах госбезопасности.
В 1985 году окончил Высшую школу КГБ СССР.
С апреля 1995 — назначен начальником Управления ФСБ по Самарской области.
В феврале 1996 — присвоено звание генерал-майора.
С декабря 1998 — председатель Поволжского регионального Совета органов ФСБ, почётный сотрудник контрразведки.
С марта 2002 — в отставке, советник председателя правления ОАО «НОВАТЭК», советник генерального директора ООО «НОВА» Новокуйбышевск.
C 2014 — член Общественной палаты Самарской области, Комиссия по охране окружающей среды и экологической безопасности, Комиссия по вопросам сельского хозяйства и продовольствия.
В 2018 года ушёл в отставку.
Умер 29 июня 2024 года в Самарской области после продолжительной болезни в возрасте 78 лет.